# TADDOL

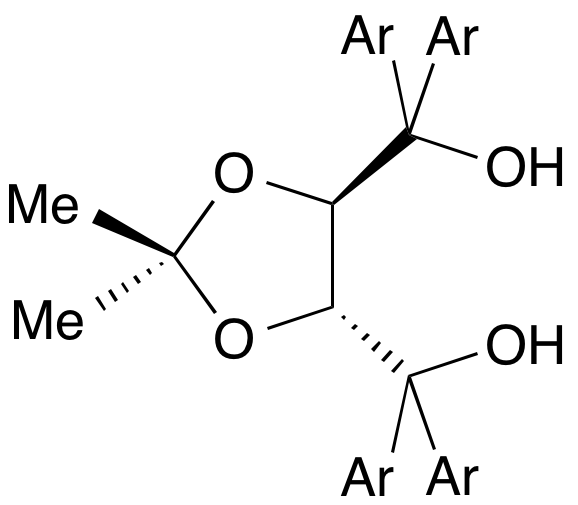
ساختار عمومی یک TADDOL (Ar = آریل، Me = متیل)

در شیمی آلی، TADDOL مخفف (α,α,α',α'-tetraaryl-2,2-disubstituted 1,3-dioxolane-4,5-dimethanol) است. این ترکیبات به راحتی به دست می‌آیند و غالباً به عنوان کمکی کایرال استفاده می‌شوند.